# Месје 19
Месје 19 (М19) је збијено звездано јато у сазвежђу Змијоноша које се налази у Месјеовом каталогу објеката дубоког неба.
Деклинација објекта је - 26° 16' 3" а ректасцензија 17h 2m 37,7s. Привидна величина (магнитуда) објекта М19 износи 6,8. М19 је још познат и под ознакама NGC 6273, GCL 52, ESO 518-SC7.